# Sony Xperia Z2
El Sony Xperia Z2 es el 3.er teléfono inteligente de la gama Xperia Z de Sony, que fue presentado el 24 de febrero de 2014 en el MWC: Mobile World Congress en Barcelona (España).

## Cámara
Los vídeos son cuatro veces más nítidos que la tecnología Full HD
Con Xperia Z2 puedes grabar los vídeos en 4K.
20.7 MP, flash LED, sensor 1/2.3", geo-etiquetado, foco táctil, detección de rostro y sonrisa, fotos panorámicas 3D, estabilizador de imagen, HDR, sensor Exmor RS, video 2160p a 30fps, autofoco continuo, luz de video, cámara frontal 2,2MP 1080p

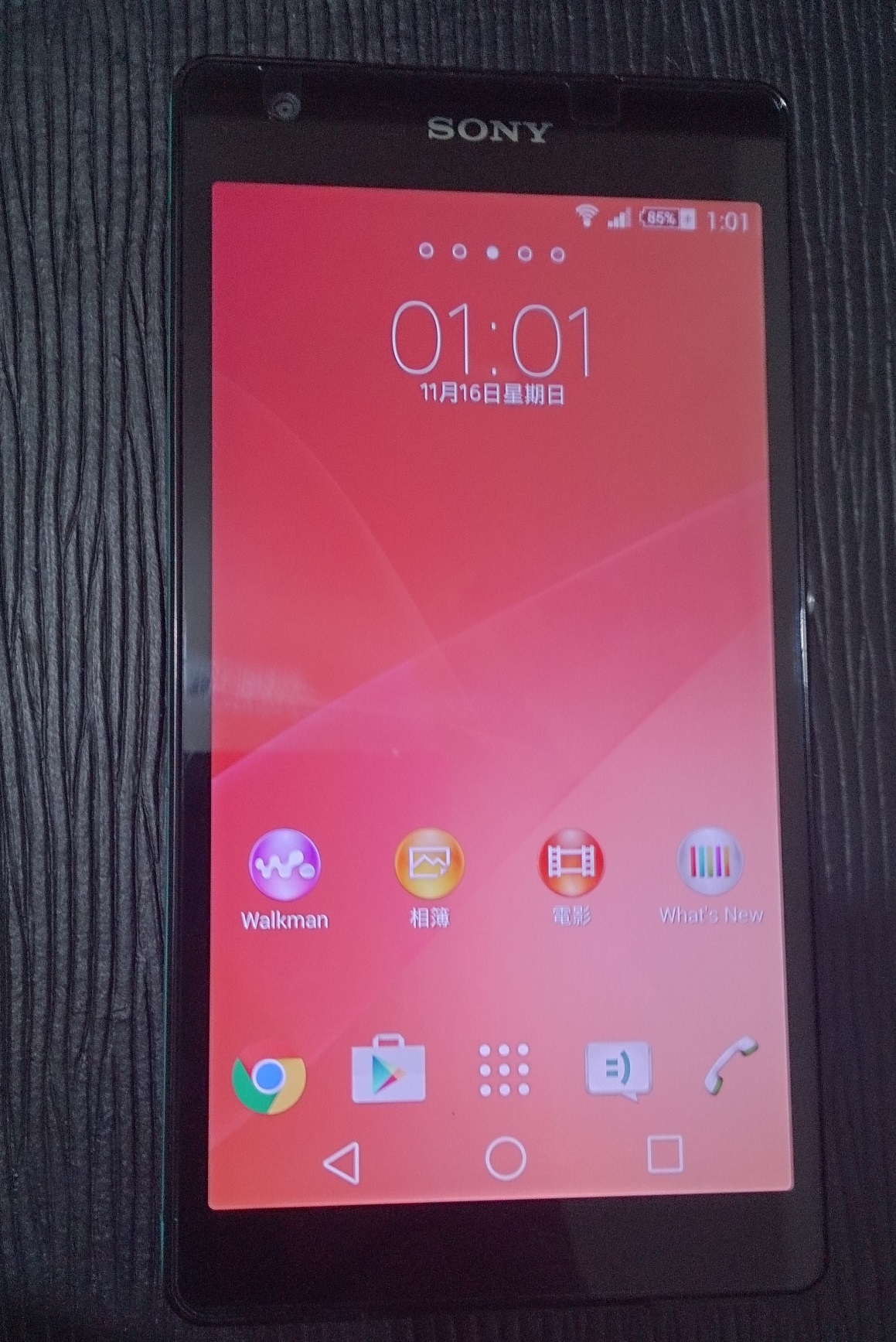
El Xperia Z2a con Android 5.0 Lollipop

## Sonido y Altavoces
El Sony Xperia Z2 es el primer dispositivo de la gama Z de Sony en incorporar un sonido estéreo, ya que cuenta con una bocina en el lado inferior de la pantalla y otra en el lado superior, prometiendo una redundancia más profunda en el sonido a la hora de jugar o ver algún vídeo, y debido a que ya no se encuentra en la parte inferior como con su antecesor, promete cero distorsión del sonido; Además da un paso más en el sistema de cancelación de ruido incorporando mejoras adicionales, manteniendo una entrada hidrófoba para el conector de auriculares.

## Redes
Red GSM 850 / 900 / 1800 / 1900 - HSDPA 850 / 900 / 1700 / 1900 / 2100 - LTE 800 / 850 / 900 / 1700 / 1800 / 1900 / 2100 / 2600

## Tamaño
Dimensiones 146,8 x 73,3 x 8,2 mm
Peso 158 g

## Pantalla
Tipo LCD IPS táctil capacitivo, 16M colores
Tamaño	1080 x 1920 píxeles y 5,2 pulgadas de pantalla
- Pantalla a prueba de daños 
- Soporte multitouch
- Sensor acelerómetro para autorrotación
- Pantalla Triluminos
- Certificación IPX58: resistente al polvo y agua  
- Sumergible hasta 1/2 metro de profundidad durante 30 minutos
- Sensor de proximidad para autoapagado
- Sensor giroscópico
- Barómetro
- Timesca
-Sensor de presión

## Tonos de llamada
Tipo Polifónico, MP3, WAV
Personalizable, Descargas
Vibración: Sí
- Conector de audio 3,5 mm
- Altavoz Stereo

## Memoria
Agenda telefónica. Entradas y campos prácticamente ilimitados, Foto de llamada
Registro de llamadas prácticamente ilimitado
Ranura de tarjeta microSD de hasta 128GB
- 16GB memoria interna, 3 GB RAM

## Procesador
Procesador Qualcomm MSM8974AB Snapdragon 801, Quad-Core 2.3GHz, GPU Adreno 330

## Características principales
Android 5.1.1 Lolipop(capa de personalización Sony)
- Mensajería: SMS, MMS, Email, IM, Push Email
- Navegador: HTML5
- Reloj: Sí
- Alarma: Sí
- Puerto infrarrojo
- Juegos: Sí + descargables
- Colores disponibles: Negro, Blanco y Púrpura
- GPS con soporte A-GPS; GLONASS
- Brújula digital
- EDGE
- 3G HSDPA 42Mbps / HSUPA 5.76Mbps
- 4G LTE
- Soporte ANT+
- Wi-Fi 802.11 a/b/g/n/ac; DLNA; Wi-Fi Direct; banda dual
- Bluetooth v4.0 A2DP
- MicroUSB 2.0
- NFC
- HDMI vía MHL
- Cancelación activa de ruido con micrófono dedicado
- Reproductor de vídeo MP4/H.263/H.264/Xvid
- Reproductor de audio MP3/eAAC+/WAV/Flac
- Radio FM Stereo con RDS
- Aplicaciones Google y Sony cómo: Sony Select, Boceto, WALKMAN, Play Store, YouTube, Google+, Hangouts, Álbum, Películas, Chrome,...
- Visor de documentos
- Memo/comandos de voz/...
- Manos libres incorporado
- Ingreso predictivo de texto

## Batería
Estándar, Ion Litio 3000 mAh fija en espera hasta 690 h (2G) / Hasta 740 h (3G)
Tiempo de conversación hasta 15 h (2G) y hasta 19 h (3G)

## Configuraciones y funciones
- Manuales interactivos Archivado el 11 de marzo de 2015 en Wayback Machine.